# Rognvald II Gudfirdsson
Rognvald II Gudfirdsson ou Ragnall Gothfrithson (vieux norrois : Rögnvaldr Guðrøðarson, irlandais : Ragnall mac Gofraid) († 945). Il est roi du Royaume viking d'York de 943 à 944.

## Origine et famille
Ragnall ou Rægnald Guthfrithson, roi viking, est un fils de Gothfrith Uí Ímair, qui règne brièvement à York en 927 et dans le royaume de Dublin du 921 jusqu'à sa mort en 934. Ragnall a au moins trois frères : Olaf Gothfrithson († 941), qui succède à leur père à Dublin et qui est aussi le souverain du royaume viking d'York entre 939 et 941 ; Blacair (ou Blacaire comme il est nommé par les sources d'Irlande), qui règne par intermittence à partir de 940 jusqu'à ce qu'il soit tué par Congalach mac Máele Mithig en 948 ; et Hálfdan, qui est tué par Muirchertach mac Neill en 926. Un anonyme « fils de Guthfrith » est aussi connu comme ayant établi sa base à Waterford en 928. Les inexactitudes dans les dates données par les différentes versions de la Chronique anglo-saxonne ont conduit à une confusion entre Ragnall Guthfrithson et son homonyme et prédécesseur, Ragnall Uí Ímair († 920/921) .

## Règne
Les confusions entourent également les quelques éléments connus de l'activité de Ragnall. La première mention le concernant dans les chroniques d'Irlande évoque son fils putatif anonyme Mac Ragnall qui en 942 effectue un raid sur Downpatrick, est attaqué par des Vikings rivaux à qui il échappe pour être tué par Matudán mac Áeda, roi d'Ulaid. Ragnall lui-même est mentionné pour la première fois à York en association avec Olaf Gothfrithson. Le roi anglais Edmond Ier est à l'origine du baptême d'Óláf, probablement en 943. La même année, « après un intervalle de temps assez grand », Edmund fait donner à Ragnall la confirmation. La Chronique anglo-saxonne le nomme « roi ». Savoir si Óláf et Ragnall ont régné conjointement ou en concurrence dépend de l'interprétation donnée aux annales postérieures.
La Historia regum, une compilation faite par Siméon de Durham au XIIe siècle mais qui inclut des textes plus anciens, relève qu'en 943 les Northumbriens chassent Óláf Sihtricson du royaume. Toutes les versions de la Chronique anglo-saxonne d'autre part, relatent qu'en 944 le « Roi Edmund annexe la Northumbrie à son royaume et chasse deux rois, Anlaf le fils de Sihtric, et Rægnald fils de Guthferth  »,.
Une explication possible de ces documents est d'envisager que Óláf chassé d'York reste dans le nord afin de contester la domination du royaume scandinave contre Ragnall, jusqu'à ce qu'ils soient expulsés tous les deux par Edmond Ier. D'autres interprétations sont cependant possibles. Ragnall et Óláf semblent avoir été tous deux rois à York pendant cette période, tous deux y émettent des pièces de monnaie. Selon le chroniqueur Æthelweard († 998?), c'est l'évêque (en fait archevêque) Wulfstan et un ealdorman anonyme des Merciens qui chassent les deux rois vikings d'York et les obligent à se soumettre à Edmund. Rien d'autre n'est connu de Ragnall, bien qu'il puisse être le « roi des  Danois  » qui selon un texte médiéval les annales de Clonmacnoise est tué à York par les Saxons en 944 ou 945.